# Нови-Сад
Но́ви-Сад (серб. Нови Сад МФА: [nôʋiː sâːd]о файле) — второй по численности населения город Сербии, административный центр автономного края Воеводина. Расположен на севере страны, на берегу Дуная, в южной части Среднедунайской низменности на границе историко-географических районов Бачки и Срема. Город имеет многонациональный состав: в нём проживают сербы, венгры, словаки, русины, немцы, хорваты, чехи.
Основан в 1694 году под именем Рацка варош (Raitzenstadt, Ratzen Stadt), когда сербские купцы создали поселение на противоположном от Петроварадинской крепости берегу Дуная. В XVIII—XIX веках Нови-Сад стал важным торговым и ремесленным центром, а также центром сербской культуры в регионе, стяжав в половине XIX века неофициальное именование «Сербские Афины» (серб. Српска Атина). Город был сильно разрушен во время революции 1848—1849 годов, но впоследствии был восстановлен.
Близ города находится аэропорт, используемый в основном в спортивных и сельскохозяйственных целях.

## История
Первым историческим документом, в котором говорится о существовании поселений в районе Нови-Сада, является грамота венгерского короля Белы IV от 1237 года, в которой он передает поместья и деревни в этом месте аббатству в Белакуте (ныне Петроварадин).
Город возник в середине XVIII века как поселение православных сербов, которым было запрещено селиться в католическом Петервардейне — городе на противоположном берегу Дуная, сформировавшемся вокруг неприступной Петервардейнской крепости. Императрица Мария Терезия в 1748 году дала сербскому поселению латинское имя Neoplanta, что означает «новый сад». В настоящее время Петервардейн (Петроварадин) — один из районов Нови-Сада. В первой половине XIX века Нови-Сад стал крупнейшим сербским городом.
Во время революции 1848—1849 годов в городе шли тяжёлые бои и его население уменьшилось более чем в два раза до семи тысяч человек. Однако город сохранил свою роль главного сербского культурного центра. Так, в 1863 году в Нови-Саде выходило 9 сербских газет, в Белграде — 4 , в Загребе — 6. В 1861 году в городе был основан Сербский национальный театр, а культурное общество Матица сербская переехало в Нови-Сад из Будапешта в 1864 году.
После 1867 года Нови-Сад находился под управлением венгерской части Австро-Венгрии. К 1910 году население города приобрело этнически смешанный характер с примерно равным числом сербов и венгров.
С восьмидесятых годов XIX века Нови-Сад развивался как экономический центр, в 1883 году была построена железная дорога, соединившая его с Будапештом, работали газовый завод и шёлковая фабрика, с 1910 года — электростанция.
С 1918 года Нови-Сад вошёл в состав Королевства сербов, хорватов и словенцев (в дальнейшем Югославии), впервые получив статус административного центра (регион Банат, Бачка и Баранья).
В годы Второй мировой войны город был оккупирован с 1941 по 1944 год. С 21 по 23 января 1942 года в Нови-Саде было уничтожено 1246 местных граждан. В октябре 1944 года город был освобождён партизанскими отрядами.

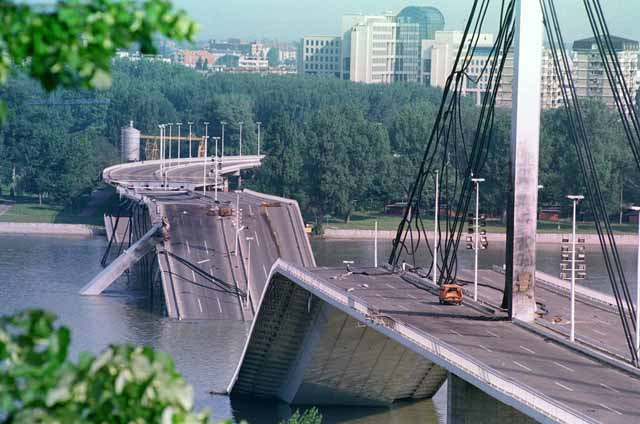
Последствия бомбёжек НАТО в 1999 году

В ходе Косовской войны в 1999 году Нови-Сад подвергался многократным бомбардировкам авиацией НАТО.

## Климат
| Показатель                                                        | Янв.  | Фев. | Март  | Апр. | Май  | Июнь | Июль | Авг. | Сен. | Окт. | Нояб. | Дек.  | Год   |
| ----------------------------------------------------------------- | ----- | ---- | ----- | ---- | ---- | ---- | ---- | ---- | ---- | ---- | ----- | ----- | ----- |
| Абсолютный максимум, °C                                           | 18,0  | 22,4 | 28,4  | 31,0 | 34,2 | 36,1 | 39,8 | 40,0 | 34,7 | 29,3 | 26,9  | 21,0  | 40,0  |
| Средний суточный максимум, °C                                     | 2,5   | 5,7  | 11,5  | 17,2 | 22,2 | 25,2 | 27,2 | 27,2 | 23,7 | 18,0 | 10,3  | 4,5   | 16,3  |
| Средняя температура, °C                                           | −1    | 1,5  | 6,0   | 11,4 | 16,6 | 19,6 | 21,1 | 20,6 | 16,9 | 11,5 | 5,9   | 1,2   | 10,9  |
| Средний суточный минимум, °C                                      | −4,4  | −2,3 | 1,2   | 5,8  | 10,6 | 13,6 | 14,7 | 14,2 | 11,2 | 6,3  | 2,2   | −1,9  | 5,9   |
| Абсолютный минимум, °C                                            | −28,6 | −22  | −19,9 | −4,9 | −0,4 | 0,2  | 6,6  | 6,9  | −1,6 | −5,4 | −13,8 | −19,6 | −28,6 |
| Норма осадков, мм                                                 | 38    | 35   | 41    | 47   | 57   | 83   | 61   | 55   | 36   | 35   | 46    | 44    | 577   |
| Источник: Средње месечне, годишње и екстремне вредности 1961-1990 |       |      |       |      |      |      |      |      |      |      |       |       |       |

| Относительная влажность воздуха | Относительная влажность воздуха | Относительная влажность воздуха | Относительная влажность воздуха | Относительная влажность воздуха | Относительная влажность воздуха | Относительная влажность воздуха | Относительная влажность воздуха | Относительная влажность воздуха | Относительная влажность воздуха | Относительная влажность воздуха | Относительная влажность воздуха | Относительная влажность воздуха | Относительная влажность воздуха |
| Месяц                           | Янв                             | Фев                             | Мар                             | Апр                             | Май                             | Июн                             | Июл                             | Авг                             | Сен                             | Окт                             | Ноя                             | Дек                             | Год                             |
| Влажность воздуха, %            | 86                              | 81                              | 73                              | 68                              | 68                              | 70                              | 67                              | 69                              | 72                              | 75                              | 83                              | 87                              | 75                              |
| ------------------------------- | ------------------------------- | ------------------------------- | ------------------------------- | ------------------------------- | ------------------------------- | ------------------------------- | ------------------------------- | ------------------------------- | ------------------------------- | ------------------------------- | ------------------------------- | ------------------------------- | ------------------------------- |

| Солнечное сияние, часов за месяц | Солнечное сияние, часов за месяц | Солнечное сияние, часов за месяц | Солнечное сияние, часов за месяц | Солнечное сияние, часов за месяц | Солнечное сияние, часов за месяц | Солнечное сияние, часов за месяц | Солнечное сияние, часов за месяц | Солнечное сияние, часов за месяц | Солнечное сияние, часов за месяц | Солнечное сияние, часов за месяц | Солнечное сияние, часов за месяц | Солнечное сияние, часов за месяц | Солнечное сияние, часов за месяц |
| Месяц                            | Янв                              | Фев                              | Мар                              | Апр                              | Май                              | Июн                              | Июл                              | Авг                              | Сен                              | Окт                              | Ноя                              | Дек                              | Год                              |
| Солнечное сияние, ч              | 68                               | 89                               | 148                              | 177                              | 232                              | 250                              | 289                              | 272                              | 207                              | 173                              | 83                               | 55                               | 2042                             |
| -------------------------------- | -------------------------------- | -------------------------------- | -------------------------------- | -------------------------------- | -------------------------------- | -------------------------------- | -------------------------------- | -------------------------------- | -------------------------------- | -------------------------------- | -------------------------------- | -------------------------------- | -------------------------------- |

## Население
С основания Нови-Сада в 1694 году самой многочисленной этнической группой в городе являлись сербы. С 1867 года Нови-Сад находится под управлением венгерской части Австро-Венгерской монархии. Во время этого периода политика мадьяризации, проводимая венгерской властью, изменила демографическую структуру города: вместо в большей части сербского, население Нови-Сада стало этнически смешанным. Согласно переписи населения 1880 года, 41,2 % жителей города говорили на сербском, а 25,9 % на венгерском языке.
Согласно переписи 1910 года, языковой состав города был следующим:
- 13 343 (39,72 %) — венгерский (включено 2326 евреев, которые отметили, что несут службу на венгерском языке)
- 11 594 (34,52 %) — сербский
- 5 918 (17,62 %) — немецкий
- 1 453 (4,33 %) — словацкий

Неизвестно точно, какой народ был наиболее многочисленным в городе к 1910 году, учитывая результаты переписи 1910 года оспариваются некоторыми исследователями. В следствие того, что перепись регистрировала не этническую принадлежность или родной язык, но «наиболее часто используемый язык», результаты переписи определённо преувеличивают количество носителей венгерского языка, принимая во внимание то, что этот язык был официальным.

## Политическое и административное устройство

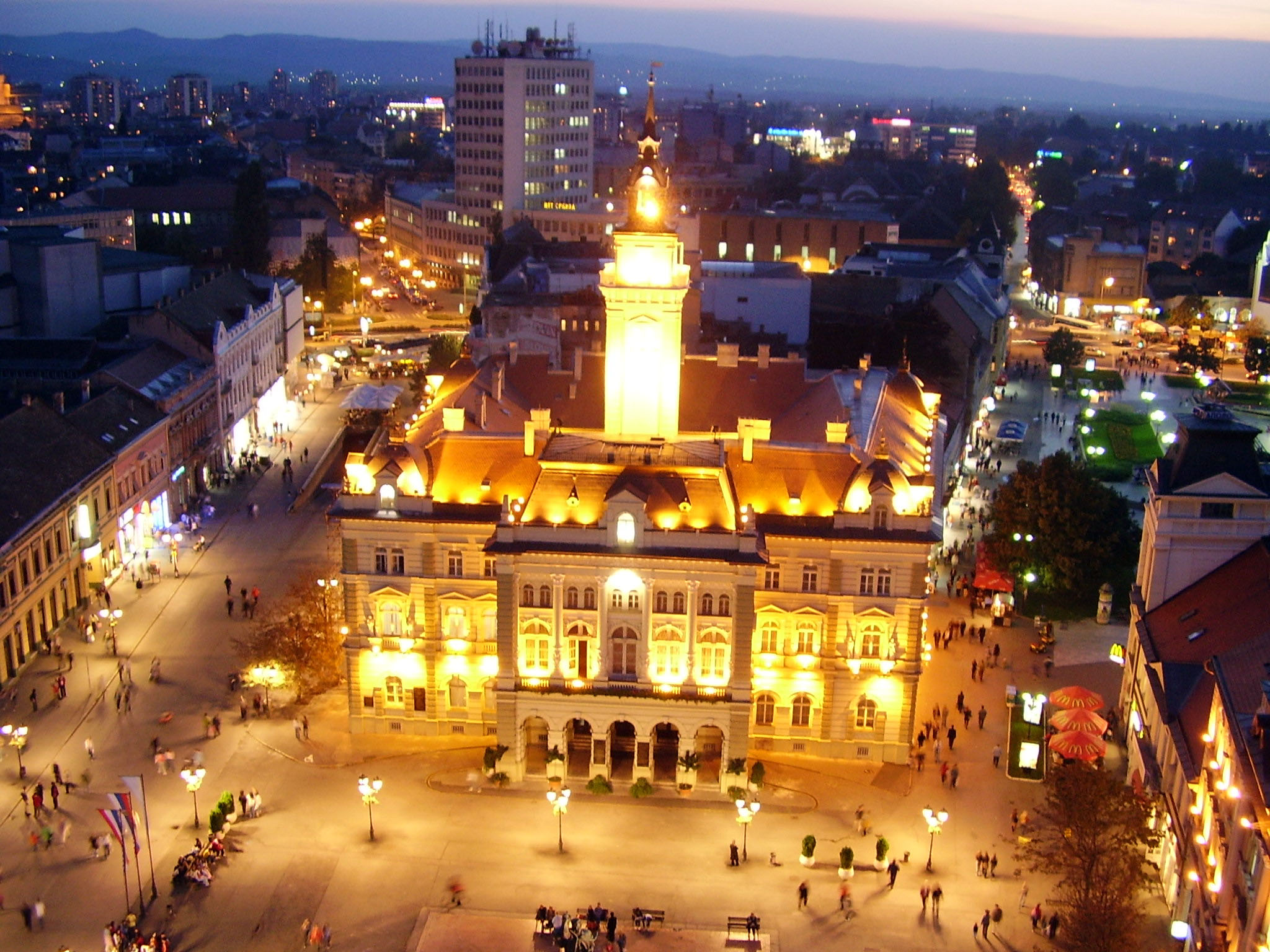
«Градска кућа» (магистрат) на Площади свободы

Нови-Сад обладает статусом города и состоит из двух городских общин — Городской общины Нови-Сад и Городской общины Петроварадин. Городская мэрия находится в самом Нови-Саде.
- С 2025 года мэр города — 	Жарко Мичин.
- С 2024 года председатель городской Скупщины — Дина Вучинич.
- С 2012 года в Скупщине города заседают Сербская прогрессивная партия, Социалистическая партия Сербии, Демократическая партия Сербии, коалиция «Все за Нови-Сад» и движение «Нови-Сад сейчас»[обновить данные].

### Пригороды
В 13 пригородах Нови-Сада проживают 86 842 человека, что составляет 23,7 % от общего числа жителей города. Согласно переписи населения 2002 года, самыми крупными пригородами Нови-Сада были Ветерник (18 626), Футог (18 582) и Кач (11 166). Футог обладает статусом самостоятельного пригорода, в то время как другие не выполняют ярко выраженных городских функций. В силу роста населения и увеличения жилых массивов часть пригородов, такие как Ветерник, Футог, Лединци, Стари-Лединци и Буковац, вошли в соприкосновение с самим Нови-Садом, образовав городскую агломерацию.

## Экономика

Офис компании «Нафтна индустрија Србије»

Нови-Сад является экономическим центром Воеводины — плодородной житницы Сербии. Город также является одним из крупнейших экономических и культурных центров Сербии и всей бывшей Югославии.
В 1990-е годы, как и вся Сербия, Нови-Сад сильно пострадал от экономических санкций и гиперинфляции югославского динара. Все это привело к банкротству и закрытию множества предприятий города, в том числе таких крупных, как «Новкабел» (производство кабелей), «Победа» (металлургия), «Југоалат» (инструменты), «Албус» и «ХИНС» (химическая промышленность). Единственным крупным предприятием, продолжавшим работу, оставался нефтеперерабатывающий завод, расположенный к северо-востоку от центра у пригорода Шангай. Компанией НИС Гаспром Ньефт проводится обширная программа реконструкции перерабатывающих мощностей НПЗ в Нови-Сад.
Экономика города начала оправляться после 2001 года, а затем начался её заметный рост. Приватизация многих государственных предприятий и общественного имущества, наряду с личной инициативой местных бизнесменов, увеличили долю частного сектора экономики в Южнобачском округе до 95 процентов, а малый и средний бизнес во многом определяют развитие города.
В последнее время повысилась роль Нови-Сада как логистического и транспортного центра, развивается производство автобусов Feniksbus.
Значение Нови-Сада как крупного финансового центра подтверждает большое количество банков, среди которых «Банк Воеводины», «Ерсте банк», «ОТП банка», «Меридијан банка», «Металс банка» и «НЛБ Континентал банка». Также здесь располагается второе по величине в Сербии страховое общество «ДДОР Нови Сад» и офис компании «Нафтна индустрија Србије». Значительную роль в экономическом развитии играет и городской выставочный центр (серб. Новосадски сајам).

### Туризм

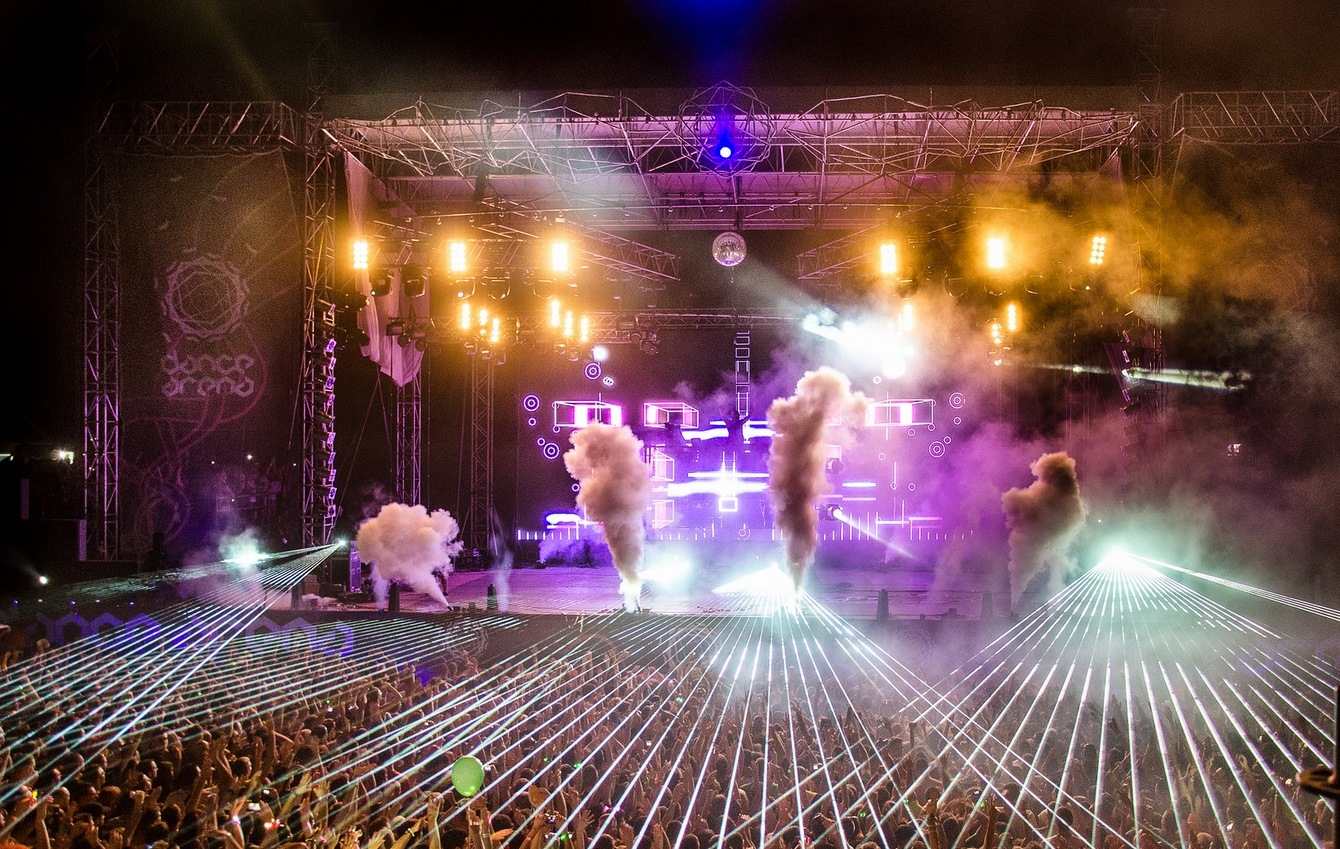
Музыкальный фестиваль Exit

После снятия международных санкций и прекращения войн на территории бывшей Югославии в городе выросло количество туристов из США и стран Западной Европы. Рост числа туристов отмечен с 2000 года. В 2022 году число зарегистрированных туристов составило 219 тыс. человек (увеличение в два раза с 2011 года).
Ежегодно в начале июля в Петроварадинской крепости проводится музыкальный фестиваль «Exit», куда съезжаются участники и зрители со всей Европы. В 2023 году фестиваль посетили около 200 тыс. человек.
Внимание туристов привлекает и Нови-Садский выставочный центр. Помимо этого городской порт принимает многочисленные корабли с туристами, плывущие по Дунаю.
Важными достопримечательностями города являются Петроварадинская крепость, с которой открывается прекрасный вид на город, и Национальный парк Фрушка-Гора, находящийся в 20 километрах от центра Нови-Сада.

## Культура

### Архитектура

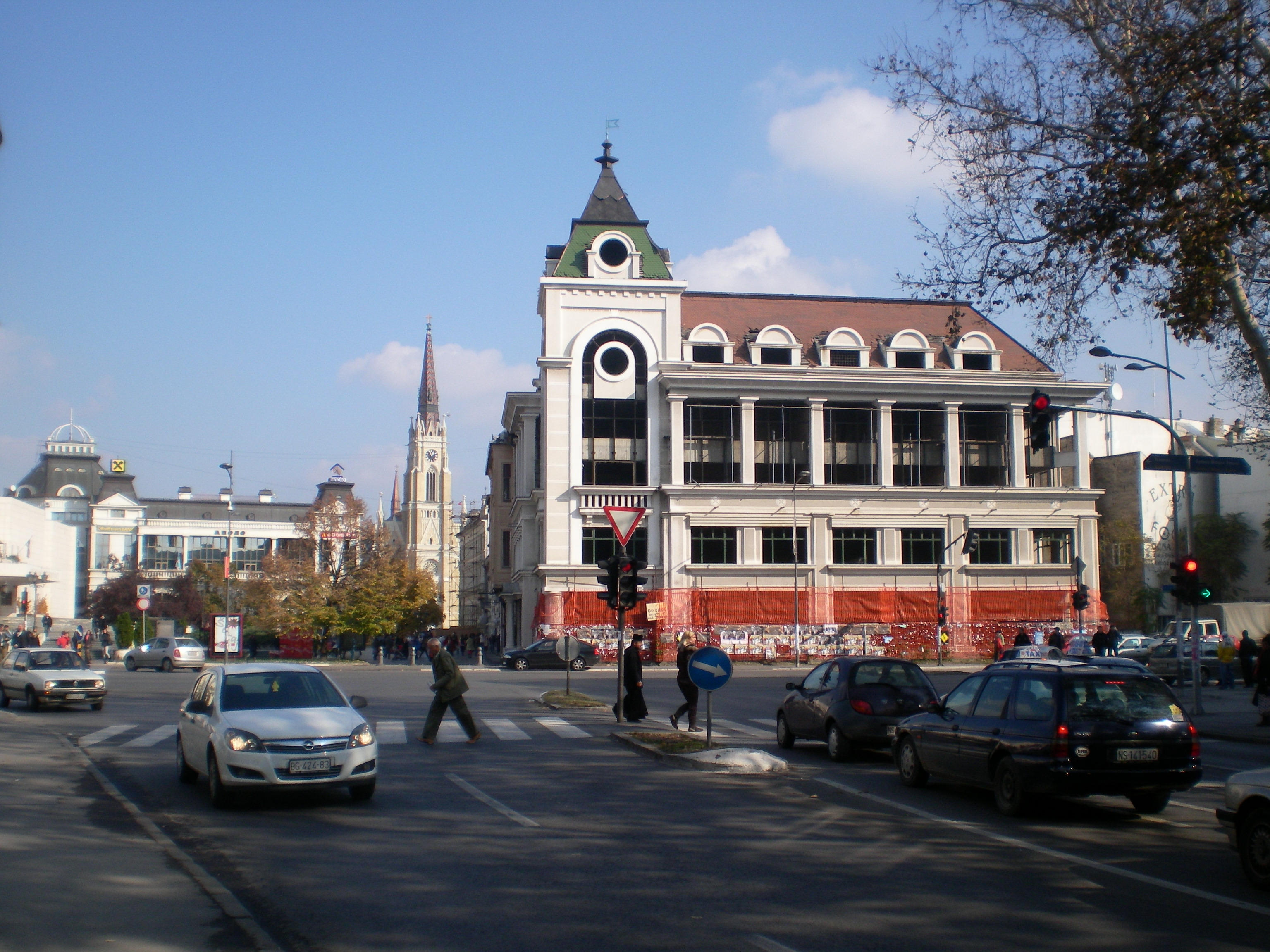
Центр города

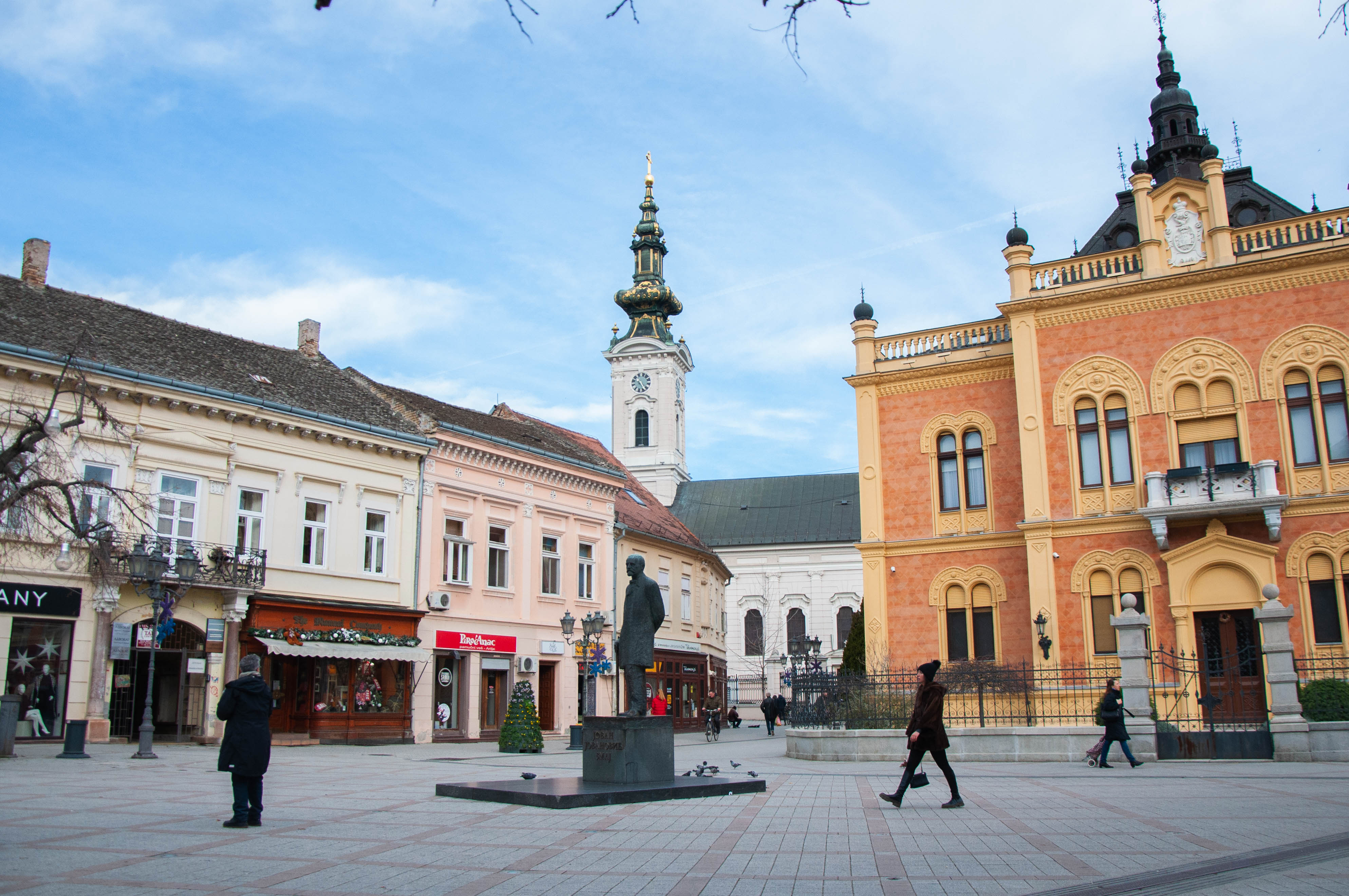
Улица Йована Змайя, памятник Ивану Змайю, и епископский дворец

Нови-Сад является типичным центральноевропейским городом. В настоящее время в нём сохранилось только несколько зданий, построенных до XIX столетия. Все остальные не сохранились, так как город был разорён во время революции 1848—1849 годов. В центре города сейчас доминирует архитектура XIX века. В прошлом вокруг центра находились низкие одноэтажные дома, которые постепенно заменялись на современные многоэтажные.
В течение югославского периода вокруг центра города строились новые кварталы многоэтажных зданий. В это время большинство построек состояли из 3—6 этажей, а зданий с более чем 10 этажами насчитывалось от 40 до 50. Главная городская магистраль — бульвар Освобождения — была проложена через районы старых домов в 1962—1964 годах. По схожему принципу были построены ещё несколько дорог, что создало довольно оригинальную сеть улиц в Старом городе. В некоторой степени расширение старых улиц и прокладка новых способствовали росту города, чьё население с 1953 года выросло почти в два с половиной раза.

### Музеи и галереи

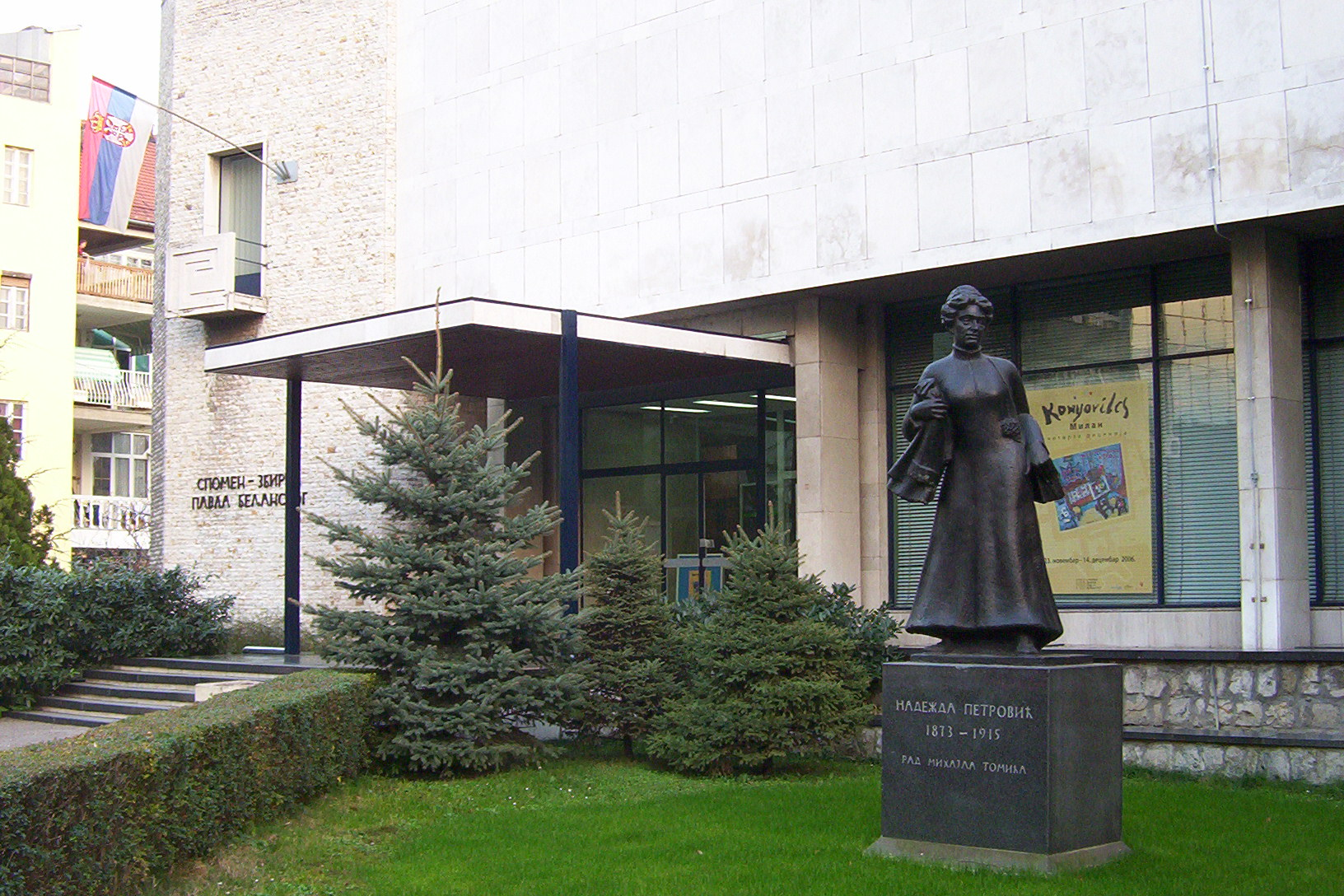
Галерея Павла Белянского

В городе находятся многочисленные государственные и частные музеи и галереи. Наиболее известным из них является Музей Воеводины, который основала Матица сербская в 1847 году. В нём находится постоянная коллекция памятников истории и культуры сербов в Воеводине. Городской музей в Петроварадинской крепости демонстрирует коллекцию, рассказывающую об истории самой крепости.
Галерея Матицы сербской считается главной и наиболее ценной в городе. При этом она состоит из двух отдельных галерей. Помимо неё в городе есть и Галерея изобразительных искусств, в которой представлены коллекции Райко Мамузича и Павла Белянского. Они являются одними из наиболее крупных коллекций произведений сербского искусства XX века (до 1970-х годов).

### Образование

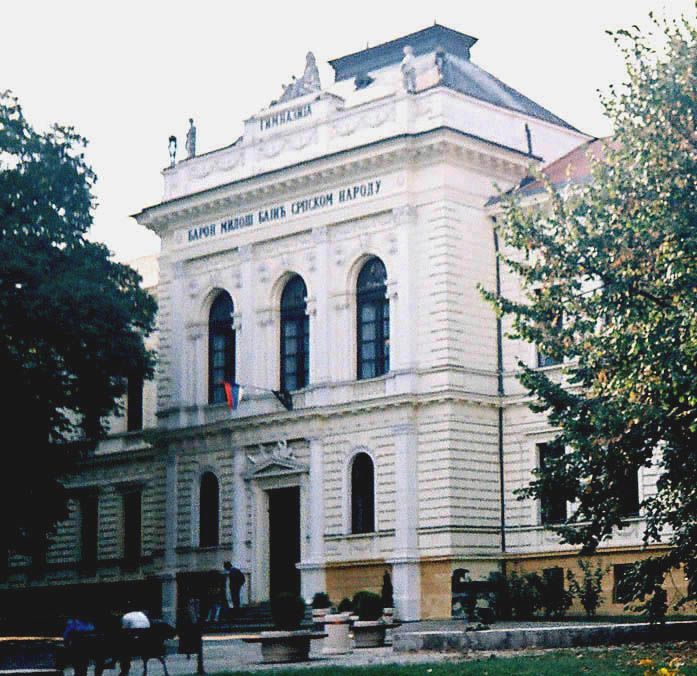
Гимназия «Йован Змай»

Нови-Сад — один из важнейших центров высшего образования и науки в Сербии. В городе располагаются государственный Нови-Садский университет (второй по величине в Сербии), Новисадский открытый университет, многочисленные частные факультеты, колледжи, в том числе Теологический, и школы.
Главным образовательным институтом города является Нови-садский университет, основанный в 1960 году. На его 9 факультетах обучаются 38 тыс. студентов, а количество сотрудников составляет 2700 человек. Большая часть факультетов расположены в современном университетском кампусе, а остальные находятся в Суботице, Сомборе и Зренянине. В городе также работают 37 основных школ, из которых 3 специальные, с почти 26 тыс. учеников, а также 12 профессиональных школ и 4 гимназии с 18 тыс. учеников.

## Религия
Согласно переписи 2011 года в Нови-Саде проживало 270 831 православных, 21 530 католиков, 8 499 протестантов, 161 представитель других христианских течений, 4 760 мусульман, 84 иудея и 130 представителей восточных религий.
Самыми старыми православными церквами в городе являются Соборная, Николаевская, Алмашская и Успенская. Ближайший монастырь — Ковиль.
В центре города расположена католическая церковь Имени Марии, которая была построена в 1894 году. В Петроварадине находится монастырь Святого Юрая. В Старом городе действует русинская грекокатолическая церковь Петра и Павла.
В Нови-Саде действуют церкви и других христианских направлений, в том числе словацкая Евангелическая церковь (1886). Также в городе находилась армянская церковь (1746), но она была снесена в 1960-х годах. Самое большое нехристианское культовое сооружение в Нови-Саде — Нови-Садская синагога.

## Спорт

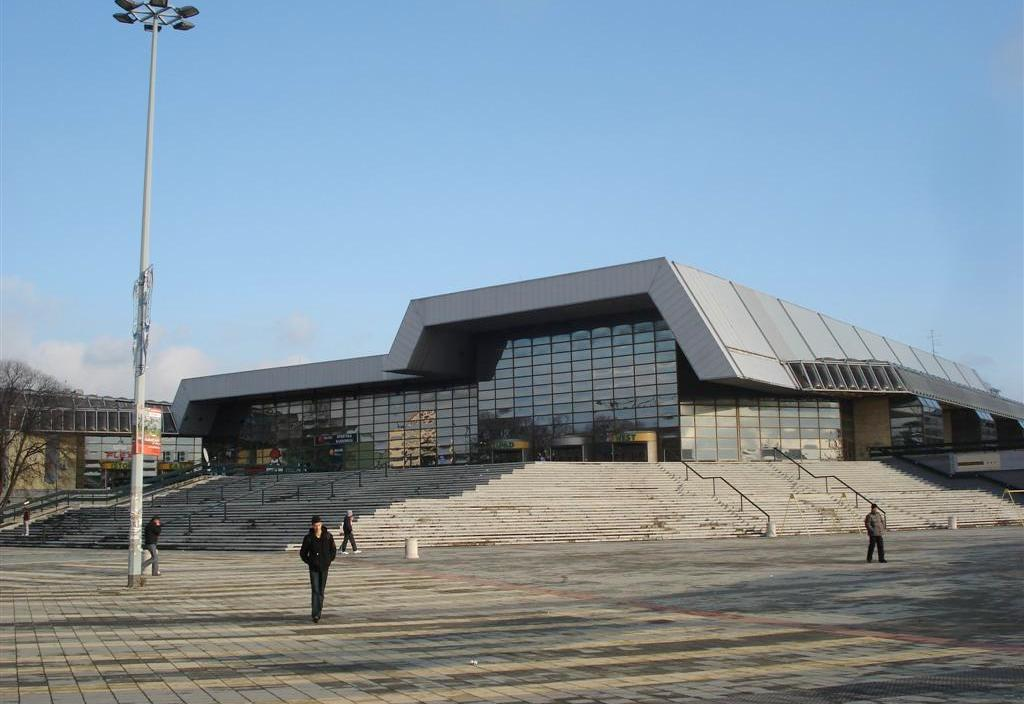
Спортивный центр «СПЕНС»

В Нови-Саде располагаются спортивное общество «Воеводина», футбольные, баскетбольные, волейбольные, гандбольные, боевых искусств, теннисные, настольного тенниса, хоккейные клубы и т. д. Особенно известны футбольные клубы «Воеводина», основанный в 1914 году и играющий в сербской Суперлиге и клуб «Нови-Сад», а также волейбольный клуб «Воеводина», баскетбольный клуб «Воеводина», гандбольный клуб «Воеводина».
На Мишелуке (дорожная развязка, соединяющая мост Освобождения и Сремску Каменицу) находятся трассы, где проходят авто и мото гонки. В 2009 году гонки на Мишелуке были запрещены администрацией города, однако были возобновлены в 2014 году.
Среди известных новисадских спортсменов стоит назвать братьев Слободана и Тадию Качар, Петера Бенедека (бокс), Зорана Панчича (гребля), Александра Ивошева (спортивная стрельба), Славко Обадова (дзюдо), Монику Селеш (теннис), Вуядина Бошкова, Тодора Веселиновича, Илью Пантелича (футбол), Милана Гуровича, Марию Вегер (баскетбол), Душана Дачича (карате), Гордану Перкучин (настольный теннис), Андрию Герича (волейбол), Александра Йованчевича (борьба) и др.
В городе располагаются несколько теннисных клубов — в Ново-Населье, Саймиште, Каменяре, Телепе, самом центре города и т. д. Помимо них есть открытый и закрытый бассейны, а также открытый и закрытый катки. В связи с близостью национального парка Фрушка-Гора в городе активно действуют и туристические клубы, а раз в год проходит традиционный Фрушкагорский марафон.
Город был хозяином многих крупных спортивных мероприятий и чемпионатов, среди которых выделяются Чемпионат мира по настольному теннису 1981 года, Чемпионат Европы по баскетболу 2005 года и т. д.

## Транспорт
Нови-Сад находится в 80 километрах к северо-западу от Белграда и международного аэропорта Никола Тесла и в 346 километрах к югу от Будапешта по трассе Е75. Ежедневные рейсы автобусов и поездов связывают Нови-Сад с такими городами, как Будапешт, Вена, Прага и т. д. Также столица Воеводины находится в непосредственной близости от трассы Е70 и железной дороги, связывающей Белград и Загреб. Время поездки из Нови-Сада до аэропорта Никола Тесла составляет около 50 минут. В 16 километрах от Нови-Сада находится аэропорт Нови-Сад, не осуществляющий регулярных пассажирских рейсов.
В 2022 была введена в строй скоростная железная дорога между Белградом и Нови-Садом, время в пути некоторых экспрессов составляет 36 минут. Планируется продление линии до Суботицы и затем до Будапешта. Строительство ведёт китайская компания China Civil Engineering.
В период с 1911 по 1958 год в городе функционировал трамвай. В настоящее время все трамвайные линии закрыты.

## Галерея

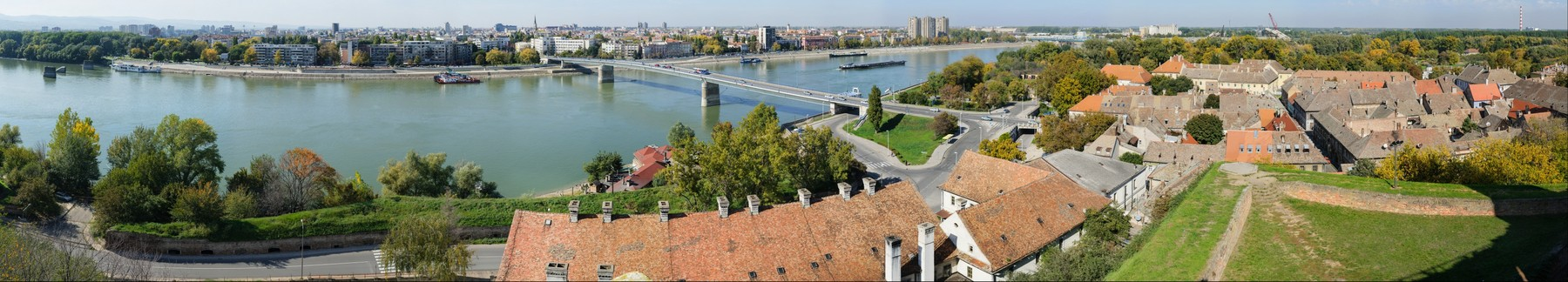
Панорама Нови-Сада

## Города-побратимы
| Страна, регион     | Город-побратим  | Год установления связи |
| ------------------ | --------------- | ---------------------- |
| Черногория         | Будва           | -                      |
| Греция             | Ильюполис       | -                      |
| Беларусь           | Гомель          | 2013                   |
| Германия           | Дортмунд        | -                      |
| Украина            | Львов           | 2005                   |
| Италия             | Модена          | -                      |
| Россия             | Нижний Новгород | 2006                   |
| Англия             | Норидж          | -                      |
| Венгрия            | Печ             | -                      |
| Румыния            | Тимишоара       | -                      |
| Россия             | Орёл            | 2017                   |
| Северная Македония | Куманово        | 2019                   |